# Dubitacris robustus
Dubitacris robustus är en insektsart som beskrevs av Henry, G.M. 1937. Dubitacris robustus ingår i släktet Dubitacris och familjen gräshoppor. Inga underarter finns listade i Catalogue of Life.